# Gryllopsis pubescens
Gryllopsis pubescens är en insektsart som beskrevs av Lucien Chopard 1928. Gryllopsis pubescens ingår i släktet Gryllopsis och familjen syrsor. Inga underarter finns listade i Catalogue of Life.